# هایندونک
هایندونک (به لاتین: Heindonk) یک منطقهٔ مسکونی در بلژیک است که در ویوبروئک واقع شده‌است. هایندونک ۴ متر بالاتر از سطح دریا واقع شده‌است.